# Prévillers
Prévillers ist eine französische Gemeinde mit 249 Einwohnern (Stand 1. Januar 2022) im Département Oise in der Region Hauts-de-France. Die Gemeinde liegt im Arrondissement Beauvais und ist Teil der Communauté de communes de la Picardie Verte und des Kantons Grandvilliers.

## Geographie
Die Gemeinde liegt rund 6,5 km nordöstlich von Marseille-en-Beauvaisis an der Départementsstraße D97. Sie umfasst den Weiler Ovillers und das Gehöft Ferme des Gallets.

## Einwohner
| 1962 | 1968 | 1975 | 1982 | 1990 | 1999 | 2006 | 2011 |
| ---- | ---- | ---- | ---- | ---- | ---- | ---- | ---- |
| 94   | 104  | 84   | 102  | 116  | 109  | 131  | 198  |

## Verwaltung
Bürgermeister (maire) ist Frédéric Van De Caveye.

## Sehenswürdigkeiten
- Kirche Saint-Nicaise[1]